# Fritz Pregl
Fritz Pregl tên khai sinh là Friderik "Fritz" Pregl (3.9.1869 – 13.12.1930) là một thầy thuốc và nhà hóa học người Áo-Slovenia. Ông đã đoạt giải Nobel Hóa học năm 1923 cho những đóng góp quan trọng vào việc vi phân tích định lượng hóa học hữu cơ, một trong số đó là việc cải tiến kỹ thuật phân tích bằng cách đốt mẫu được phân tích để phân tích nguyên tố hóa học của nó.

## Cuộc đời và Sự nghiệp
Pregl sinh tại Ljubljana thuộc Đế quốc Áo-Hung, cha là người nói tiếng Slovenia và mẹ nói tiếng Đức. Pregl từ trần tại Graz, Áo năm 1930.
Pregl bắt đầu sự nghiệp là thầy thuốc sau khi học y học ở Đại học Graz. Với việc tập trung vào sinh lý học và đặc biệt là sinh lý hóa học, ông bị hạn chế trong việc vi phân tích định lượng các chất hóa học hữu cơ. Các lượng chất ít ỏi mà ông thu được trong việc nghiên cứu axít mật là cần thiết để cải thiện quá trình phân tích nguyên tố hóa học bằng việc giảm các thành phần cần thiết.
Khi kết thúc việc nghiên cứu, ông đã giảm số lượng tối thiểu chất cần thiết cho quá trình phân tích xuống bằng hệ số 50. Ông đã mời các nhà hóa học tới để khảo sát phương pháp nghiên cứu nguyên tố của mình, vì vậy phương pháp này sớm được nhiều người chấp nhận.